# VolleyLigaen 2015-2016 (maschile)
La VolleyLigaen 2015-2016 si è svolta dal 3 ottobre 2015 al 14 aprile 2016: al torneo hanno partecipato otto squadre di club danesi e la vittoria finale è andata per la quinta volta, la seconda consecutiva, al Gentofte Volley.

## Regolamento

### Formula
Le squadre hanno disputato un girone all'italiana, con gare di andata e ritorno; al termine della regular season:
- Le prime sei classificate hanno acceduto ai play-off scudetto, strutturati in una fase a gironi composti da tre squadre ciascuno, con gare di andata e ritorno: la prima classificata di ogni girone ha acceduto alla finale per il primo posto, giocata con gare di andata e ritorno (nel caso in cui le squadre hanno ottenuto una vittoria a testa si è disputato un golden set), la seconda classifica di ogni girone ha acceduto alla finale per il terzo posto, giocata con gare di andata e ritorno (nel caso in cui le squadre hanno ottenuto una vittoria a testa viene considerato il quoziente set; nel caso in cui il quoziente set sia uguale si è disputato un golden set), l'ultima classificata di ogni girone ha acceduto alla finale per il quinto posto, giocata con gara unica.
- La settima classificata e due squadre della 1. Division hanno acceduto ai play-out, strutturati in una fase a gironi, con gare di andata e ritorno: se la prima classificata è stata la squadra di VolleyLigaen questa rimane in VolleyLigaen, invece se la prima classificata è stata una squadra di 1. Division questa è promossa in VolleyLigean, mentre la squadra di VolleyLigaen è retrocessa in 1. Division.
- L'ultima classificata è retrocessa in 1. Division.

### Criteri di classifica
Se il risultato finale è stato di 3-0 o 3-1 sono stati assegnati 3 punti alla squadra vincente e 0 a quella sconfitta, se il risultato finale è stato di 3-2 sono stati assegnati 2 punti alla squadra vincente e 1 a quella sconfitta.
L'ordine del posizionamento in classifica è stato definito in base a:
- Punti;
- Numero di partite vinte;
- Ratio dei set vinti/persi;
- Ratio dei punti realizzati/subiti.

## Squadre partecipanti
Al campionato di VolleyLigaen 2015-16 hanno partecipato otto squadre: quelle neopromosse dalla 1. Division sono state l'ASV Volleyball Aarhus e il Lyngby-Gladsaxe Volley.
| Club           | Città          | Palazzetto                      | Stagione precedente                             |
| -------------- | -------------- | ------------------------------- | ----------------------------------------------- |
| ASV Aarhus     | Aarhus         | Århus Gl. Stadionhal Aarhus     | ? in 1. Division Vincitrice play-off promozione |
| Gentofte       | Gentofte       | Kildeskovshal 1 Gentofte        | 3ª in VolleyLigaen                              |
| Hvidovre       | Hvidovre       | Frihedens Idrætscenter Hvidovre | 4ª in VolleyLigaen                              |
| Ishøj          | Ishøj          | Ishøj Idrætscenter Ishøj        | 6ª in VolleyLigaen                              |
| Lyngby Volley  | Lyngby-Taarbæk | Engelsborghallen Lyngby-Taarbæk | ?                                               |
| Middelfart     | Middelfart     | Lillebæltshallen Middelfart     | 2ª in VolleyLigaen                              |
| Marienlyst     | Odense         | Marienlyst Centret Odense       | 3ª in VolleyLigaen                              |
| Randers Volley | Randers        | Statsskolens Idrætshal Randers  | 5ª in VolleyLigaen                              |

## Torneo

### Regular season

#### Risultati
| Girone di andata |                     |     |                                   |
|                  |                     |     |                                   |
| 03-10            | Ishøj-Aarhus        | 3-0 | 25-15, 25-15, 25-19               |
| 04-10            | Hvidovre-Randers    | 3-1 | 25-21, 22-25, 25-17, 25-21        |
| 04-10            | Odense-Gentofte     | 2-3 | 23-25, 26-28, 25-21, 25-21, 13-15 |
| 17-10            | Aarhus-Hvidovre     | 3-2 | 20-25, 23-25, 25-23, 25-18, 16-14 |
| 17-10            | Gentofte-Middelfart | 3-0 | 25-15, 25-17, 25-20               |
| 17-10            | Randers-Odense      | 2-3 | 26-24, 28-30, 21-25, 25-20, 13-15 |
| 18-10            | Lyngby-Ishøj        | 3-1 | 19-25, 25-21, 25-22, 33-31        |
| 31-10            | Gentofte-Lyngby     | 3-0 | 25-19, 25-17, 25-13               |
| 31-10            | Odense-Aarhus       | 3-0 | 25-19, 25-17, 25-13               |
| 01-11            | Hvidovre-Lyngby     | 3-1 | 22-25, 25-17, 25-19, 26-24        |
| 01-11            | Ishøj-Gentofte      | 0-3 | 18-25, 14-25, 14-25               |
| 05-11            | Middelfart-Randers  | 1-3 | 18-25, 18-25, 25-19, 26-28        |
| 06-11            | Lyngby-Odense       | 2-3 | 23-25, 22-25, 30-28, 25-16, 7-15  |
| 07-11            | Aarhus-Middelfart   | 3-1 | 24-26, 25-18, 25-23, 25-22        |
| 07-11            | Gentofte-Hvidovre   | 3-0 | 25-23, 25-20, 25-22               |
| 08-11            | Randers-Ishøj       | 1-3 | 16-25, 24-26, 25-23, 16-25        |
| 11-11            | Hvidovre-Ishøj      | 3-0 | 25-21, 25-19, 25-19               |
| 12-11            | Aarhus-Randers      | 3-0 | 30-28, 25-20, 25-19               |
| 12-11            | Middelfart-Lyngby   | 3-0 | 25-22, 25-15, 25-19               |
| 15-11            | Odense-Middelfart   | 3-0 | 25-21, 25-20, 25-18               |
| 05-12            | Middelfart-Hvidovre | 0-3 | 22-25, 17-25, 16-25               |
| 05-12            | Ishøj-Odense        | 0-3 | 24-26, 21-25, 17-25               |
| 06-12            | Lyngby-Aarhus       | 3-0 | 25-19, 25-20, 25-18               |
| 06-12            | Randers-Gentofte    | 1-3 | 17-25, 21-25, 25-23, 18-25        |
| 12-12            | Gentofte-Aarhus     | 3-0 | 25-17, 25-12, 25-18               |
| 12-12            | Middelfart-Ishøj    | 3-2 | 25-20, 22-25, 25-22, 20-25, 15-13 |
| 13-12            | Hvidovre-Odense     | 1-3 | 18-25, 25-20, 27-29, 19-25        |
| 13-12            | Randers-Lyngby      | 0-3 | 17-25, 19-25, 20-25               |

| Girone di ritorno |                     |     |                                   |
|                   |                     |     |                                   |
| 09-01             | Odense-Randers      | 3-0 | 25-9, 25-14, 25-23                |
| 09-01             | Hvidovre-Aarhus     | 3-1 | 22-25, 25-15, 25-14, 26-24        |
| 09-01             | Ishøj-Lyngby        | 3-0 | 25-17, 25-21, 25-22               |
| 09-01             | Middelfart-Gentofte | 0-3 | 17-25, 17-25, 22-25               |
| 16-01             | Aarhus-Ishøj        | 0-3 | 24-26, 26-28, 15-25               |
| 16-01             | Gentofte-Odense     | 0-3 | 21-25, 25-27, 20-25               |
| 17-01             | Randers-Hvidovre    | 1-3 | 22-25, 23-25, 25-21, 21-25        |
| 17-01             | Lyngby-Middelfart   | 2-3 | 17-25, 17-25, 25-14, 25-21, 10-15 |
| 22-01             | Gentofte-Ishøj      | 3-1 | 22-25, 25-21, 25-18, 25-21        |
| 23-01             | Aarhus-Odense       | 0-3 | 13-25, 16-25, 20-25               |
| 23-01             | Randers-Middelfart  | 0-3 | 22-25, 24-26, 23-25               |
| 24-01             | Lyngby-Hvidovre     | 0-3 | 20-25, 25-27, 28-30               |
| 26-01             | Odense-Lyngby       | 3-0 | 31-29, 25-16, 25-23               |
| 26-01             | Middelfart-Aarhus   | 3-0 | 25-22, 25-16, 25-23               |
| 26-01             | Hvidovre-Gentofte   | 1-3 | 25-21, 18-25, 18-25, 21-25        |
| 30-01             | Lyngby-Randers      | 3-0 | 25-21, 25-16, 26-24               |
| 31-01             | Ishøj-Randers       | 3-0 | 25-16, 25-23, 25-22               |
| 11-02             | Middelfart-Odense   | 0-3 | 21-25, 17-25, 19-25               |
| 13-02             | Randers-Aarhus      | 0-3 | 23-25, 22-25, 22-25               |
| 13-02             | Ishøj-Hvidovre      | 3-1 | 20-25, 25-21, 25-23, 30-28        |
| 14-02             | Lyngby-Gentofte     | 1-3 | 25-18, 23-25, 19-25, 10-25        |
| 20-02             | Gentofte-Randers    | 3-0 | 25-16, 25-20, 25-17               |
| 21-02             | Aarhus-Lyngby       | 2-3 | 25-18, 15-25, 23-25, 28-26, 11-15 |
| 21-02             | Hvidovre-Middelfart | 3-0 | 25-16, 27-25, 25-17               |
| 21-02             | Odense-Ishøj        | 3-0 | 25-19, 25-21, 26-28               |
| 23-02             | Ishøj-Middelfart    | 2-3 | 25-22, 22-25, 25-22, 16-25, 11-15 |
| 27-02             | Aarhus-Gentofte     | 0-3 | 19-25, 9-25, 22-25                |
| 27-02             | Odense-Hvidovre     | 3-2 | 19-25, 21-25, 25-19, 25-12, 25-10 |

#### Classifica
| Pos. | Squadra        | Pt | G  | V  | P  | SV | SP | Ratio | PF    | PS    | Ratio |
| ---- | -------------- | -- | -- | -- | -- | -- | -- | ----- | ----- | ----- | ----- |
| 1.   | Gentofte       | 38 | 14 | 13 | 1  | 39 | 9  | 4.333 | 1 160 | 932   | 1.244 |
| 2.   | Marienlyst     | 37 | 14 | 13 | 1  | 41 | 10 | 4.100 | 1 226 | 1 032 | 1.187 |
| 3.   | Hvidovre       | 26 | 14 | 8  | 6  | 31 | 22 | 1.409 | 1 227 | 1 167 | 1.051 |
| 4.   | Ishøj          | 20 | 14 | 6  | 8  | 24 | 26 | 0.923 | 1 124 | 1 132 | 0.992 |
| 5.   | Middelfart     | 15 | 14 | 6  | 8  | 20 | 30 | 0.666 | 1 055 | 1 132 | 0.931 |
| 6.   | Lyngby Volley  | 16 | 14 | 5  | 9  | 21 | 30 | 0.700 | 1 106 | 1 163 | 0.950 |
| 7.   | ASV Aarhus     | 12 | 14 | 4  | 10 | 15 | 33 | 0.454 | 970   | 1 139 | 0.851 |
| 8.   | Randers Volley | 4  | 14 | 1  | 13 | 9  | 40 | 0.225 | 1 027 | 1 198 | 0.857 |

| Qualificata ai play-off scudetto | Qualificata ai play-out | Retrocessa in 1. Division |

### Play-off scudetto
| Girone A |                   |     |                            |
|          |                   |     |                            |
| 04-03    | Hvidovre-Gentofte | 0-3 | 21-25, 24-26, 18-25        |
| 05-03    | Lyngby-Gentofte   | 0-3 | 17-25, 12-25, 10-25        |
| 06-03    | Hvidovre-Lyngby   | 0-3 | 17-25, 17-25, 24-26        |
| 18-03    | Gentofte-Lyngby   | 3-0 | 25-22, 25-12, 25-19        |
| 19-03    | Lyngby-Hvidovre   | 0-3 | 10-25, 22-25, 24-26        |
| 20-03    | Gentofte-Hvidovre | 1-3 | 28-30, 25-16, 22-25, 16-25 |

| 1 | Gentofte | 9 |
| 2 | Hvidovre | 6 |
| 3 | Lyngby   | 3 |

| Girone B |                   |     |                            |
|          |                   |     |                            |
| 11-03    | Ishøj-Odense      | 0-3 | 24-26, 26-28, 22-25        |
| 12-03    | Odense-Middelfart | 3-1 | 25-19, 25-16, 25-27, 25-22 |
| 13-03    | Ishøj-Middelfart  | 3-1 | 20-25, 33-31, 25-19, 25-20 |
| 23-03    | Middelfart-Odense | 0-3 | 24-26, 25-27, 23-25        |
| 24-03    | Odense-Ishøj      | 1-3 | 25-19, 17-25, 19-25, 18-25 |
| 25-03    | Middelfart-Ishøj  | 3-0 | 25-18, 25-16, 25-17        |

| 1 | Odense     | 9 |
| 2 | Ishøj      | 6 |
| 3 | Middelfart | 3 |

| Finale quinto posto |                   |     |                            |
|                     |                   |     |                            |
| 12-04               | Middelfart-Lyngby | 1-3 | 22-25, 20-25, 25-20, 24-26 |

| Finale terzo posto |                |     |                                  |
|                    |                |     |                                  |
| 08-04              | Ishøj-Hvidovre | 3-1 | 19-25, 25-22, 25-15, 25-19       |
| 14-04              | Hvidovre-Ishøj | 3-2 | 19-25, 25-21, 25-20, 20-25, 15-8 |

| Finale primo posto |                 |     |                                             |
|                    |                 |     |                                             |
| 09-04              | Odense-Gentofte | 3-1 | 29-27, 24-26, 36-24, 25-23                  |
| 16-04              | Gentofte-Odense | 3-2 | 21-25, 25-19, 26-24, 23-25, 15-8; GS: 25-16 |

### Play-out
| Andata |                  |     |                                   |
|        |                  |     |                                   |
| 08-03  | Aarhus-Slagelse  | 2-3 | 19-25, 25-16, 26-28, 25-20, 15-11 |
| 13-03  | Slagelse-Bedsted | 3-0 | 25-18, 25-14, 26-24               |
| 16-03  | Bedsted-Aarhus   | 0-3 | 16-25, 20-25, 21-25               |

| Ritorno |                  |     |                                  |
|         |                  |     |                                  |
| 07-04   | Slagelse-Aarhus  | 0-3 | 17-25, 16-25, 16-25              |
| 09-04   | Bedsted-Slagelse | 3-2 | 25-20, 17-25, 25-8, 20-25, 15-11 |
| 14-04   | Aarhus-Bedsted   | 3-0 | 25-19, 25-13, 29-27              |

| 1 | Aarhus   | 11 |
| 2 | Slagelse | 5  |
| 3 | Bedsted  | 2  |

## Classifica finale
| Pos | Squadra        | Qualificazione           |
| --- | -------------- | ------------------------ |
|     | Gentofte       | Champions League 2016-17 |
| 2   | Marienlyst     |                          |
| 3   | Ishøj          |                          |
| 4   | Hvidovre       |                          |
| 5   | Lyngby Volley  |                          |
| 6   | Middelfart     |                          |
| 7   | ASV Aarhus     |                          |
| 8   | Randers Volley | 1. Division 2016-17      |

## Statistiche
| Rendimento individuale | Rendimento individuale | Rendimento individuale | Rendimento individuale |
| Pos.                   | Nome                   | Punti                  | Squadra                |
| ---------------------- | ---------------------- | ---------------------- | ---------------------- |
| 1                      | Martin Bülow-Nielsen   | 324                    | Hvidovre               |
| 2                      | Peter Bonnesen         | 312                    | Gentofte               |
| 3                      | Cinne Vitalijs         | 268                    | Hvidovre               |
| 4                      | Murangwa Nelson        | 243                    | Marienlyst             |
| 5                      | Mateusz Dziwierek      | 236                    | Ishøj                  |
| 6                      | Jordon Tarantino       | 234                    | Marienlyst             |
| 6                      | Simon Bitsch           | 234                    | Marienlyst             |
| 8                      | Anders Hartmann        | 226                    | Lyngby Volley          |
| 9                      | Mads Møllgaard         | 214                    | Gentofte               |
| 10                     | Nikolaj Grove          | 204                    | ASV Aarhus             |

| Attacchi vincenti | Attacchi vincenti    | Attacchi vincenti | Attacchi vincenti |
| Pos.              | Nome                 | Punti             | Squadra           |
| ----------------- | -------------------- | ----------------- | ----------------- |
| 1                 | Martin Bülow-Nielsen | 285               | Hvidovre          |
| 2                 | Peter Bonnesen       | 260               | Gentofte          |
| 3                 | Cinne Vitalijs       | 221               | Hvidovre          |
| 4                 | Mateusz Dziwierek    | 211               | Ishøj             |
| 5                 | Murangwa Nelson      | 208               | Middelfart        |
| 6                 | Jordon Tarantino     | 196               | Marienlyst        |
| 6                 | Anders Hartmann      | 196               | Lyngby Volley     |
| 8                 | Simon Bitsch         | 193               | Marienlyst        |
| 9                 | Mads Møllgaard       | 183               | Gentofte          |
| 10                | Nikolaj Grove        | 178               | ASV Aarhus        |

| Muri vincenti | Muri vincenti          | Muri vincenti | Muri vincenti  |
| Pos.          | Nome                   | Punti         | Squadra        |
| ------------- | ---------------------- | ------------- | -------------- |
| 1             | Hafsteinn Valdimarsson | 61            | Marienlyst     |
| 2             | Aske Sørensen          | 47            | Gentofte       |
| 3             | Daniel Thomsen         | 41            | Marienlyst     |
| 4             | Simon Andersen         | 38            | Middelfart     |
| 5             | Peter Bonnesen         | 28            | Gentofte       |
| 6             | Jonas Pedersen         | 26            | Randers Volley |
| 6             | Søren Kristiansen      | 26            | ASV Aarhus     |
| 6             | Jordon Tarantino       | 26            | Marienlyst     |
| 6             | Nikolas Bach           | 26            | Lyngby Volley  |
| 10            | Simon Gade             | 22            | Gentofte       |
| 10            | Tomasz Stańczuk        | 22            | Ishøj          |
| 10            | Philip Özari           | 22            | Gentofte       |
| 10            | Nikolaj Nyholm         | 22            | Lyngby Volley  |
| 10            | Martin Bülow-Nielsen   | 22            | Hvidovre       |

| Battute vincenti | Battute vincenti   | Battute vincenti | Battute vincenti |
| Pos.             | Nome               | Punti            | Squadra          |
| ---------------- | ------------------ | ---------------- | ---------------- |
| 1                | Cinne Vitalijs     | 34               | Hvidovre         |
| 2                | Simon Bitsch       | 28               | Marienlyst       |
| 3                | Peter Bonnesen     | 24               | Gentofte         |
| 4                | Simon Andersen     | 23               | Middelfart       |
| 5                | Philip Özari       | 22               | Gentofte         |
| 6                | Sebastian Sobczak  | 21               | Ishøj            |
| 6                | Kacper Popik       | 21               | Ishøj            |
| 6                | Nikolas Bach       | 21               | Lyngby Volley    |
| 9                | Murangwa Nelson    | 20               | Middelfart       |
| 9                | Jonathan Jørgensen | 20               | Hvidovre         |

NB: I dati sono riferiti all'intero torneo.